# آلن اوکتاوین هیوم
آلن اوکتاوین هیوم (به انگلیسی: Allan Octavian Hume) (تولد ۴ ژوئن ۱۸۲۹ – مرگ ۳۱ ژوئیه ۱۹۱۲)، سیاستمداری اصلاح طلب انگلیسی، پرنده‌شناس، کارمند دولتی و گیاه‌شناس بود که در هند بریتانیایی کار می‌کرد. او طرفدار عقیده حکومت داری توسط خود هندی‌ها بود و بنیان‌گذار کنگره ملی هندوستان بود. هیوم که یک پرنده‌شناس برجسته بود همچنین به «پدر پرنده‌شناسی هندوستان» نامیده می‌شد و کسانی که او را متعصب می‌دانستند او را «پاپ پرنده‌شناسی هندوستان» می‌نامیدند.
به عنوان فرماندار اوتاوه او شورش هندوستانی سال ۱۸۵۷ را نتیجه اداره نادرست دانست و تلاشهای بسیاری برای بهبود زندگی مردمان عادی کرد. ناحیه اوتاوه از اولین نواحی ای بود که به حالت عادی بازگشت و طی چند سال، اصلاحات هیوم باعث شد که آن ناحیه به عنوان نمونه پیشرفت تلقی شود. هیوم در درجات خدمات دولتی هندی ترفیع گرفت اما همانند پدرش ژوزف هیوم که یک عضو رادیکالی پارلمان بود، شخصی بی‌باک و جسور در زیر سؤال بردن سیاستمداران انگلیسی هندوستان بود. او در سال ۱۸۷۱ به مقام وزارت اداره مالیات بر درآمد، وزارت کشاورزی رسید و تحت لرد مایو به تجارت پرداخت. انتقاد او از لرد لیتون در سال ۱۸۷۹ باعث حذف او از شغل وزارتش شد.
او مجله استری فدرز (پرهای سرگردان) را بنیان‌گذاری نمود و مشترکان او یادداشت‌هایی را در مورد پرندگان از سرتاسر هندوستان ضبط کردند. او با جمع‌آوری و به دست آوردن نمونه‌ها از طریق شبکه خبرنگاران خود از نمونه‌های پرندگان در منزلش در شیملا یک کلکسیون عظیم درست کرد.
او به مدت طولانی مشغول به جمع‌آوری نسخه‌های خطی بود و امید به ساختن یک شاهکار در زمینه پرندگان هندوستان داشت اما پس از از دست دادن آن نسخه‌های خطی، او پرنده‌شناسی را رها نمود و کلکسیون خود را به موزه تاریخ طبیعی واقع در لندن هدیه کرد و کلکسیون او بزرگ‌ترین کلکسیون فردی پوست پرنده هندوستانی بود. او به شکل مختصر جنبش عرفانی که توسط مادام بلاواتسکی بنیان‌گذاری شده بود را دنبال می‌کرد. او در سال ۱۸۹۴ برای زندگی در لندن، هندوستان را ترک کرد و به دریافت سود از کنگره ملی هندوستان ادامه داد. او همچنین از گیاه‌شناسی سود می‌برد و در سالهای پایانی عمرش مؤسسه گیاه‌شناسی جنوب لندن را بنیان‌گذاری نمود.

## زندگی‌نامه
هیوم در وستمینستر لندن به دنیا آمد و در کلیسای سینت ماری میدان برایانستون تعمید داده شد و فرزند هشتم از مجموع نه فرزند ژوزف هیوم بود. ژوزف هیوم اسکاتلندی عضو رادیکالی پارلمان و همسرش ماریا برنلی بود. تا یازده سالگی او به صورت خصوصی تحت تدریس بود و در خانه پلاک ۶ میدان برایانستون لندن و در ملک برنلی هال در نورفولک بزرگ شد. او در دانشگاه کالج بیمارستان تحصیل کرد. او در آنجا طب و جراحی خواند و پس از آن برای خدمات اجتماعی هندوستان کاندید شد که باعث شد در کالج هند شرقی هیایبری تحصیل کند. تأثیرات ابتدایی او روی دوستانش جان استوارت میل و هربرت اسپنسر بود. به برای مدت کوتاهی به عنوان ناوآموز (دانشجوی سال دوم نیروی دریایی) در یک ناو نیروی دریایی خارجی در مدیترانه در سال ۱۸۴۲ خدمت کرد.

## کنگره ملی هندوستان

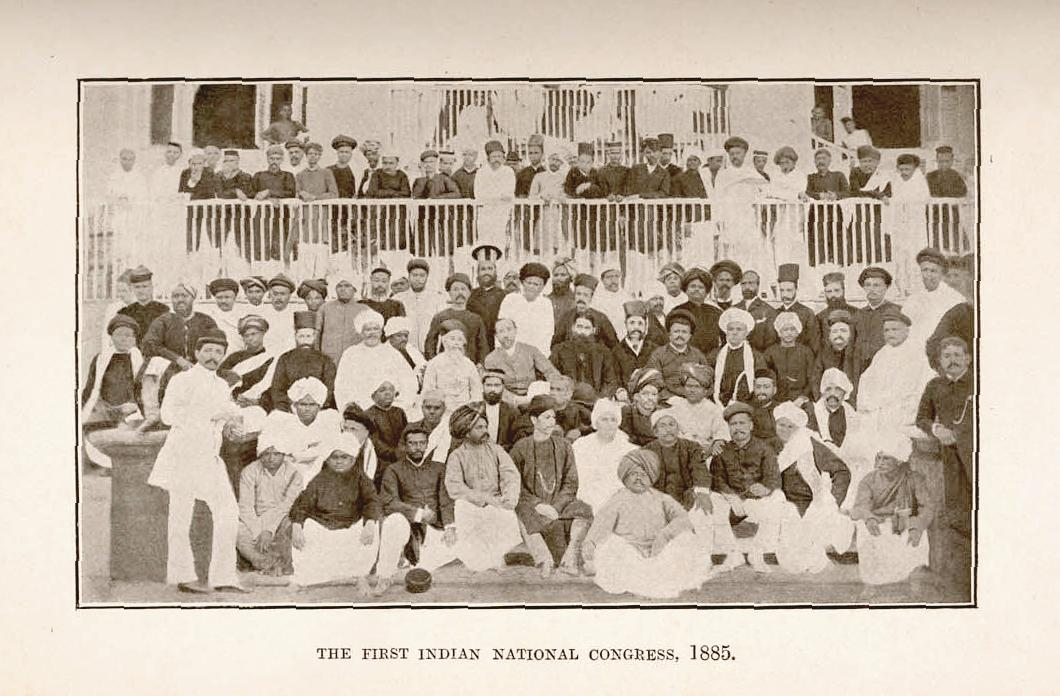
تصویر نمایندگان اولین نشست کنگره ملی هند در بمبئی،۱۸۸۵

هیوم برای فعالیت‌های طرفدارانه هندوستان برجسته شد. او معتقد بود که رژیم انگلیسی در هندوستان شکست خورده‌اند و به اعتقاد او شکست آنها نه به دلیل نبود توجه خوب بلکه به دلیل نداشتن علم کافی بوده‌است.